# Doppelhelix

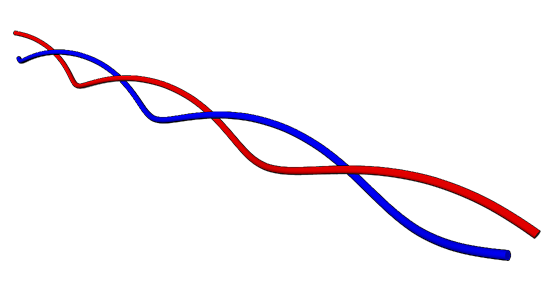
Abb. 1: Zwei einander umlaufende Wendeln bilden eine Doppelhelix

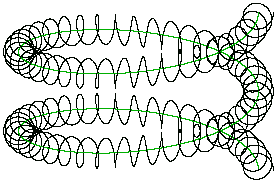
Abb. 2: Eine zur Wendel geformte Wendel heißt auch Doppelwendel

Die Doppelhelix (Plural Doppelhelices; altgriechisch ἕλιξ hélix ‚Windung‘) ist ein geometrisches Gebilde, bei dem – im Gegensatz zur einfachen Helix – das Motiv der Windung doppelt auftaucht.
Man unterscheidet zwei Formen von Doppelhelices:
- Typ 1 besteht aus zwei umeinanderlaufenden einfachen Helices, man bezeichnet ihn auch als zweigängige Schraube (Abb. 1)
- Typ 2 besteht im Gegensatz dazu aus nur einem Strang. Dieser ist zu einer Helix gewunden, die ihrerseits wiederum zu einer Helix mit größerem Radius gewunden ist. Diesen Typ nennt man auch Doppelwendel (Abb. 2).

## Biochemie
In der Biochemie wird der Begriff Doppelhelix zur Beschreibung einer Sekundärstruktur zumeist für den Typ 1 gebraucht. Er bezeichnet zwei parallele Stränge von Makromolekülen, die schraubenartig einander umlaufen. Das prominenteste Beispiel ist die Struktur des in allen Lebewesen vorkommenden Desoxyribonukleinsäure-Moleküls. Der Verlauf der DNA-Stränge ist hierbei zusätzlich noch gegenläufig (antiparallel). Die eigentlichen Helices werden vom Rückgrat der DNA gebildet, das aus Phosphaten und Zuckern besteht. Die sogenannten „Sprossen“ sind die Basen, die die beiden Einzelstränge über Wasserstoffbrückenbindungen verbinden.

Doppelhelix einer B-DNA, geometrisch korrekte Darstellung

Die DNA-Doppelhelix wird oft fälschlicherweise dargestellt als ein Doppelstrang, bei dem sich die einzelnen Stränge ineinander greifend umlaufen (siehe Abbildung 1, rot/blau). Tatsächlich laufen beide Stränge jedoch antiparallel zueinander um eine gemeinsame Achse (siehe nebenstehende Abbildung). In dieser Anordnung werden auch die große und kleine Furche der DNA ersichtlich, die in der vereinfachten Darstellung nicht zu sehen sind.
Innerhalb der Chromosomen sind diese DNA-Doppelhelices nochmals spiralig verdichtet um Nucleosomen angeordnet, welche wiederum vermutlich spiralig in einer „Super-Super-Helix“ aufgewickelt sind.
Eine spezielle Form der Doppelhelix findet sich in der Struktur von Keratinen in Aktinfilamenten. Das Besondere bei diesem Strukturprotein ist, dass die Einzelstränge bei dieser Doppelhelix vom Typ 1 selbst zu einer Helix gewunden sind, für sich also eine Doppelwendel vom Typ 2 darstellen.
In solchen Fällen spricht man von einer Coiled-Coil-Struktur, bei der bis zu sieben Einzelstränge beteiligt sein können.
Doppelhelices unterschiedlicher Ausdehnung und Gängigkeit sind z. B. A-DNA, B-DNA und Z-DNA.

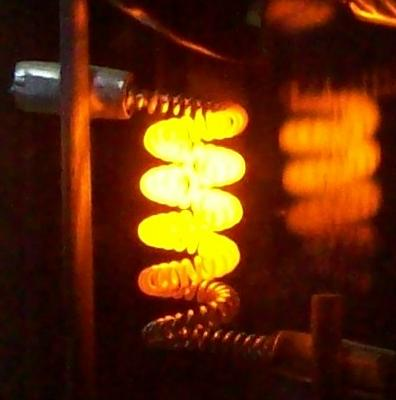
Doppelwendel einer Glühlampe

## Technik
Bei Glühwendeln in Glühlampen findet sich Typ 2. Diese Doppelwendeln bestehen aus einem gewendelten Draht, der seinerseits noch einmal zu einer Wendel geformt ist. Dadurch ist es möglich, einen längeren Draht auf einer kurzen Strecke unterzubringen, sodass sich die einzelnen Windungen gegenseitig anstrahlen, was nach dem Prinzip der Hohlraumstrahlung die Emissivität der Gesamtstruktur, und damit Lichtausbeute und Leuchtdichte erhöht.

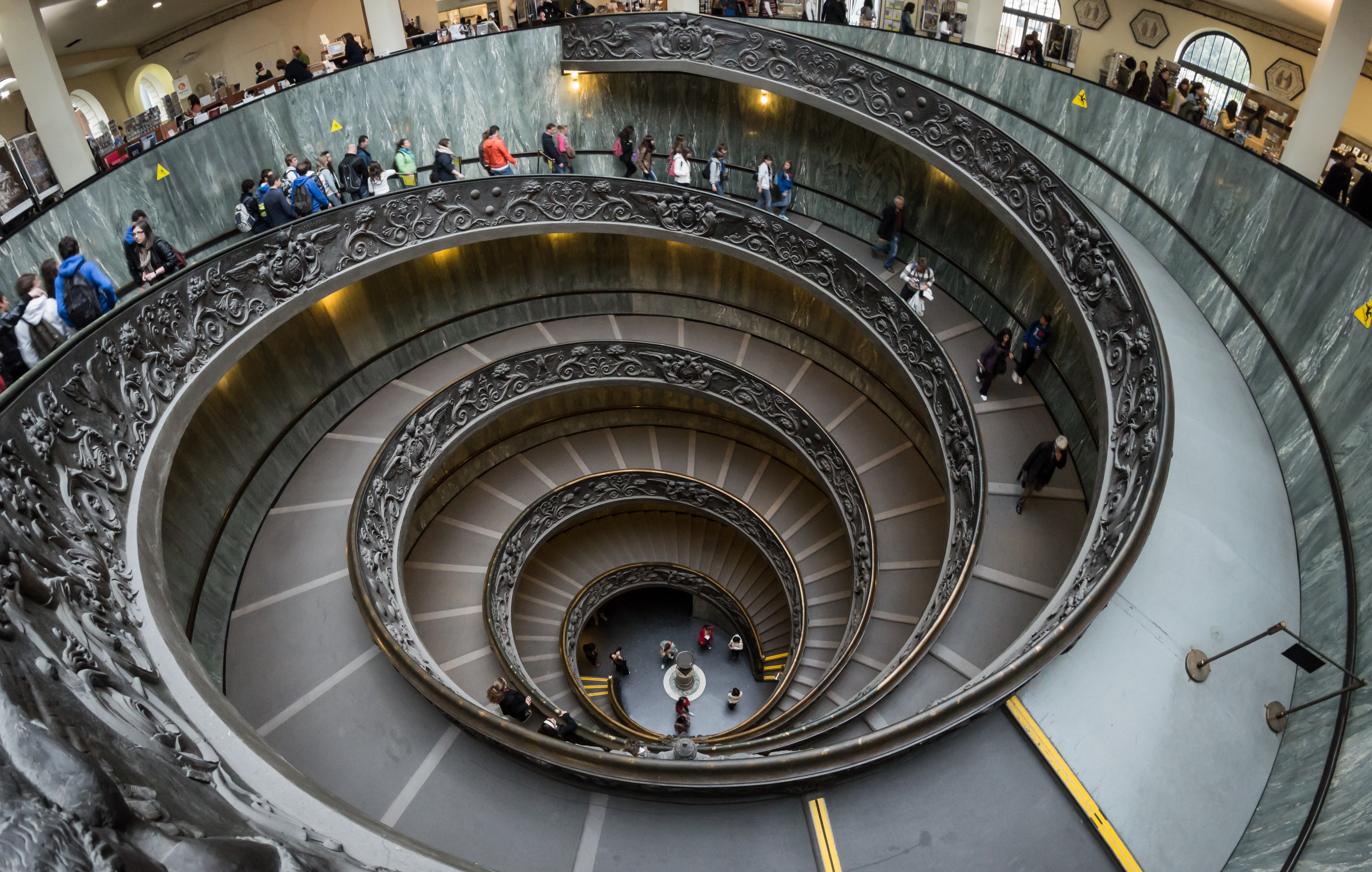
Doppelläufige Wendeltreppe in den Vatikanischen Museen

Eine Anwendung in der Architektur ist die Anordnung von Wendeltreppen nach Typ 1, ähnlich dem Gewinde einer Schraube mit zwei Gängen. So können zwei um 180° versetzte Treppenläufe die beiden unabhängig voneinander für den Aufstieg oder den Abstieg nutzbaren Gänge einer Wendeltreppe in doppelhelicaler Form bilden. Zu den bekanntesten Beispielen solcher doppelläufiger Wendeltreppen gehören die im Zentrum des Loireschlosses Chambord aus der ersten Hälfte des 16. Jahrhunderts und die in Rom 1932 fertiggestellte in den Vatikanischen Museen.

## Astronomie
In der Nähe des Zentrums der Milchstraße befindet sich eine ungefähr 80 Lichtjahre lange Plasmawolke in Form einer Doppelhelix, in der sich zwei Nebelstränge umeinander winden. Die Längsachse der gigantischen Doppelhelixstruktur ist hierbei auf das 300 Lichtjahre entfernte supermassive Schwarze Loch Sagittarius A* im Zentrum der Milchstraße ausgerichtet, dessen extrem starkes Magnetfeld mit der Materie der Staubwolke interagiert.